# جيمس سايكس (سياسي)
جيمس سايكس هو طبيب وجراح وسياسي أمريكي، ولد في 27 مارس 1761 في دوفر في الولايات المتحدة، وتوفي بنفس المكان في 18 أكتوبر 1822. نشط حزبياً في الحزب الفيدرالي الأمريكي. وقد انتخب عضو مجلس ولاية ديلاوير ‏ وانتخب حاكم ولاية ديلاوير ‏ (3 مارس 1801 – 19 يناير 1802).